# Мачакіла
Мачакіла (ісп. Machaquilá) — руїни міста цивілізації мая в департаменті Петен (Гватемала).

## Історія
Створено наприкінці IV століття. Його стародавня назва досі не дешифрована. Утворенню поселення сприяла розташування поблизу річки Мачакіла, що є однією з головним проток річки Ла-Пасьйон. Завдяки вигідному розташуванню тут розташовувалися значні торговельні комори та ринки, забезпечувалася торгівля з гірських районів на сході, до держав у долині Пасьйон і Усумасінти.
Стосовно династичної історія замало відомостей. Вважається, що тут володарювала родинна гілка династії з царства Йак-К'ан. З V ст. визнавало зверхність цієї держави. У наприкінці V — 1-й половині VII ст. Мачакіла вимушена підкоритися Мутульському царству. З середини VII ст. підкорилося Канульській державі після поразки 664 року. Незабаром після цього стало безпосереднім васалом Мутульського царства з Дос-Піласа (останній в свою чергу визнавало зверхність Кануля). У 740-х роках як ахав Чаак підкорив царство Ік'.
У 745 році знову опинилося в залежності від Йак-К'ана, у 786 році приєднав Мачакілу до своїх володінь. Це тривало до 799 року. Розквіт припав на IX ст., коли Мачакіла звільнилася від залежності за володарювання ахава Очк'ін-Калоомте'-Ах-О'-Баака, що звільнився від впливу Йак-К'ана, заклавши основи нової потуги. За наступних ахавів держава стала однією з потужніших у регіоні Петешбатун, де на той момент занепали колишні гегемони. Втім невдовзі — у середині IX ст. — відбувся занепад Мачакіли.

### Ахави
- Яш-Цу-Чаак (475)
- Тахаль-Мо' (середина VII ст.)
- Сійах-К'ін-Чаак I (670-710-ті роки)
- Ец'наб-Чаак (711—761)
- Чак-Балам (775)
- під владою Йак-К'ана (786—799)
- Очк'ін-Калоомте'-Ах-О'-Баак (799—815)
- Сійах-К'ін-Чаак II (816-близько 825)
- Хуун-Цак-Тоок' (бл. 816-840)
- Ті'-Чаак (з 840)

## Опис
Знаходиться на відстані 45 км на північний схід від Канкуена і 30 км на схід до Сейбаля, у відносно ізольованому регіоні в південно-західній частині Петену. Розташовано на березі нижньої течії річки Мачакіла, на відстані 90 км від муніципалітету Поптун. Навколо Мачакіли розташовано декілька невеличких містечок Ескіпулас, Ель-Пуебліто і Ачіоталь з Е-групами та майданчика для гри у м'яч, а також печери Сан-Мігель (знайдено артефакти проживання тут людей у докласичний період).
Складається з 9 площ (позначені латинськими буквами від А до І) з церемоніальними будинками і храмами. Особливість є відсутність «Е-груп» і «стадіонів». Імовірно навколишні містечка слугували елітними районами знаті та володарів, адже саме там розташовувалися культові споруди та майданчики для гри у м'яч.
У південній частині міста розкопано житлові комплекси.
Особливий інтерес становить скульптура Мачакіли. Знайдено 23 різьблені стели та 6 вівтарів, 7 ієрогліфічних панелів, ієрогліфічні сходи. Частина стел мають династичний зміст — 2-8 стели.

## Історія досліджень
Відкрито руїни Мачакіли у 1957 року фахівцями Union Oil Company. У 1962 та 1964 роках дослідження здійснював Ієн Грехем. До 1980-х років дослідження велися доволі повільно. За цей час частина монументів було пошкоджено грабіжниками або передано у приватні колекції. 1984 року розпочато нові значні археологічні розкопки.
З 1998 року дослідження здійснювала команда археологів на чолі із Хуаном Педро Лапортом. У 2001—2002 і 2003—2005 роках роботи проводила іспано-гватемальська група в рамках проекту «Політичне утворення Мачакіла (Гватемала) наприкінці класичного і термінального часу». Надалі роботи також велися у 2011—2012 роках.